# Dicranomyia kronei
Dicranomyia kronei är en tvåvingeart som beskrevs av Josef Mik 1881. Dicranomyia kronei ingår i släktet Dicranomyia och familjen småharkrankar. Inga underarter finns listade i Catalogue of Life.